# EMG-777
Az EMG-777 az Elektronikus Mérőkészülékek Gyára (EMG) által 200-300 példányban gyártott és a MIGÉRT által forgalmazott  „programozható grafikus kalkulátor”, ami a gyakorlatban egy teljes értékű, többprocesszoros számítógép volt, beépített CRT kijelzővel és 8"-os hajlékonylemez meghajtóval egybeépítve. A kiterjesztett BASIC programozási nyelv a processzorok közötti feladatmegosztást is kezelte.
A készülék, bemutatása évében, az 1983 év őszén megrendezett Brnói Nemzetközi Vásáron aranyérmet, valamint az 1984. évben BNV-díjat nyert.
A készülék nullszériáját a 410-es, a többit a 404-es szalagon szerelték össze.

## A fejlesztés célkitűzései

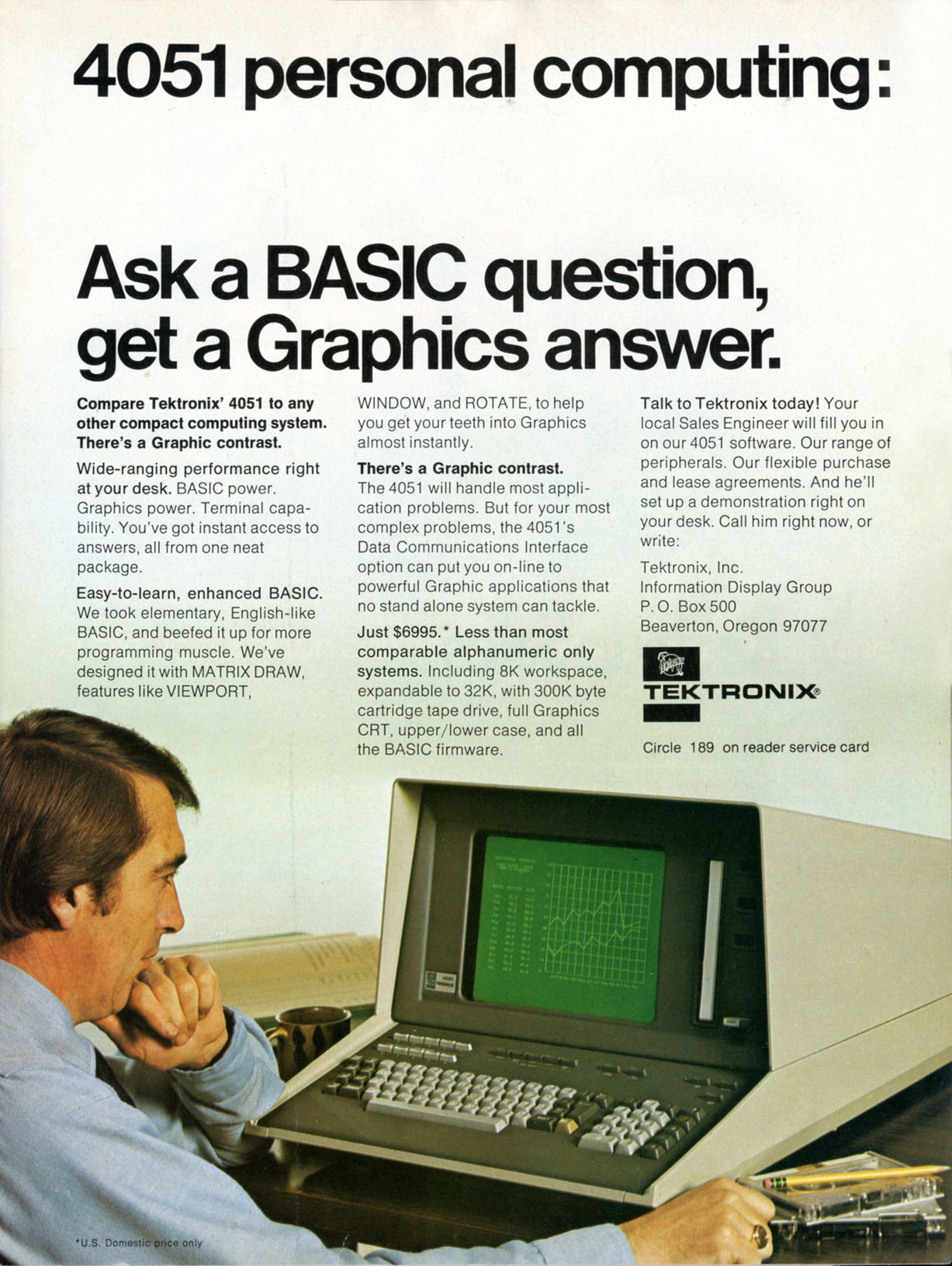
A fejlesztéskor kiindulási típusként használt Tektronix-4051

Az 1970-es évek közepére az EMG fejlesztői, Krizs Vladimir irányításával, megkezdték a sikeres EMG 666 utódjának tervezését. Az új készüléknek a megfogalmazott kívánalmak szerint alkalmasnak kellett lennie a következőkre:
- műszerek vezérlésére
- a mért adatok grafikus megjelenítésére a kiértékeléshez
- az adatok feldolgozására, tárolására
- műszaki-tudományos számításokra
- magas szintű programnyelven legyen programozható
- ne igényeljen különleges üzemeltetési környezetet
- mélyebb számítástechnikai képzettséget
- a felhasználás helyszínén legyen alkalmazható
- közvetlenül a felhasználó programozhassa és kezelhesse
- beszerzési és üzemeltetési költségei mérsékeltek legyenek
- a felépítéséhez korszerű, azonban könnyen hozzáférhető alkatrészekre legyen szükség  [2]

A fejlesztés alapját a Tektronix-4051 asztali számítógép alkotta, amely abban az időben a használt tárolóképcsöves megjelenítési technológia miatt COCOM listán volt, ezért beszerzése nehézségekbe ütközött. Ennek ellenére ez lett a fejlesztés alapja, mivel:
- Szintén műszergyár készítette
- Alkalmas műszerek vezérlésére
- A mérési adatok grafikus megjelenítésére
- BASIC nyelven programozható

A fejlesztés során nem volt cél, hogy az EMG-777 bármely más típussal kompatibilis legyen, ami lehetővé tette, hogy több típusból merítsenek ötleteket, illetve kisebb-nagyobb mértékben figyelembe vegyék az Intel ajánlásait.
A fejlesztés elején eldőlt, hogy a kiindulási típushoz képest több ponton el fognak térni:
| Tektronix-4051            | EMG-777                                   |
| ------------------------- | ----------------------------------------- |
| Tároló képcső             | Hagyományos közepes utánvilágítású képcső |
| Vektor grafika            | Raszter grafika                           |
| Kazettás háttértároló     | MOM 8"-os floppy                          |
| Egyprocesszoros felépítés | Többprocesszoros felépítés                |

A fejlesztés  1977-től  1983-ig tartott, mivel több más termék párhuzamos fejlesztése is folyt, illetve nem volt zökkenőmentes a külső fejlesztőkkel való együttműködés sem, amit az Üzemi híradóban megjelent cikk végéhez fűzött szokatlan megjegyzés is hangsúlyoz.
A fejlesztés eredménye egy kis szériás termék lett, amely rengeteg csavart, távtartót tartalmazott, az előlap borítása azonban vákuumformázott műanyagból készült.

## Felépítése
Részei:
- Számítógépház
- Billentyűzet korlátozott magyar karakterkészlettel (Á, É, Ó, Ö, Ü, á, é, ó, ö és ü)
- Nyomtató

Az előlapon kapott helyet:
- a 31 cm-es zöld fényű közepes utánavilágítású CRT kijelző, amely 25 sor, soronként 64 karakter illetve 512 x 400 pixel megjelenítésére képes
- a 8"-os floppy meghajtó 240 K kapacitással

A monitor, floppy és a tápegység a házba fixen volt beépítve. Maga a számítógép 8 darab nyomtatott áramkörön került kialakításra, amelyek élcsatlakozóval csatlakoztak a házban kialakított passzív buszhoz. A busz eleinte wire-wrap vezetékezéssel, később többrétegű nyomtatott áramkörön került kialakításra.
A készülékben négy processzor volt. A főprocesszor, Am2901 (4 darab 4 bites bitszelet technikájú ALU-ból felépített 16 bites egység), és 3 darab Intel 8085 perifériális processzor. (Utóbbiak a kijelzőt, a floppyt és a perifériabuszokat kezelték.)
A floppyn a következő formátumokban lehetett adatokat tárolni:
- Soros hozzáférésű ASCII adatfájl
- Soros hozzáférésű bináris adatfájl
- Közvetlen hozzáférésű rekordszervezésű ASCII adatfájl
- BASIC programfájl

A BASIC programfájlok titkosított tárolását is megoldották.
Lehetőség volt a magyar, angol, német és orosz karakterkészletek használatára, illetve a megjelenített karakterek kiemelésére aláhúzással, inverz megjelenítéssel, villogással, vagy emelt fényerővel
Csatlakoztatható volt hozzá:
- DARO 1154 (Robotron 1154) típusú nyomtató (100 karakter/sor) (az East Europe Report dokumentumban hibásan CARO 1154 szerepel)
- EMG 666 perifériák a 666 buszon keresztül, amelyet az EMG 666-hoz fejlesztettek ki
- IEC-625 buszon keresztül a vonatkozó szabványoknak megfelelő perifériák

A készüléket a megfelelően kialakított fogantyúk segítségével lehetett áthelyezni, amihez a használati utasítás két ember közreműködését írta elő, azonban némi ügyességgel egy ember is fel tudta emelni.

### A memória mennyisége
A készülékben található memória mennyiségét a különböző források eltérően adják meg, aminek filozófiai okai vannak. A gyártás kezdetekor úgy gondolták, hogy a kalkulátoroknál szokásos módon csak a felhasználható memória mennyiségét adják meg, így az első ismertetőkben a „64K, 144K-ig bővíthető” formula szerepelt. (Ténylegesen, a gyártás során mindig beépítették a teljes RAM mennyiséget.) A konkurens típusoknál azonban elterjedt a teljes beépített memória mennyiségének megadása, ami értelemszerűen nagyobb, hiszen a rendszer által lefoglalt memóriaterületeket is tartalmazta.  Mivel a piacon ez utóbbi jelölés terjedt el, az EMG is kénytelen volt alkalmazkodni hozzá, és a teljes memóriamennyiséget feltüntetni, így végül a „288 K byte, ebből 128 K byte a felhasználói programtár” megfogalmazást használták.

## A BASIC programozási nyelv
A BASIC az 1980-as évek elején elterjedt, általánosan ismert interpreteres programozási nyelv volt. A fejlesztés alapja az ANSI Minimal BASIC előzetes szabványa, illetve  „A BASIC programozási nyelv” című kiadvány volt. Mivel a konkurens termékek szolgáltatásaival lépést szerettek volna tartani, több hasonló nyelvjárásból vettek át utasításokat, még az IBM 5100 APL nyelvéből is vettek át ötletet.

## Gazdasági, politikai környezet
A készüléket a tervgazdálkodás keretein belül kellett megtervezni és gyártani, olymódon, hogy a termék ne veszélyeztesse az ESZR számítógépeket gyártó vállalatok, illetve testvéri országok, valamint az EMG számítógépgyártó kapacitását korábban átvevő Videoton érdekeit.
Ugyanakkor a hidegháború miatt, a COCOM-lista alapján a Varsói Szerződés országaiba nem lehetett a NATO országokból fejlett eszközöket importálni (ilyen volt például a tárolóképcső). A szocialista országokban a gyártás folyamán a minőség és a határidő nem mindig szerepelt a legmagasabb prioritások között, ezért az onnan beszerzett részegységek gyakran hagytak kívánnivalót maguk után.

## Hatásai
A 777 fejlesztésével kapcsolatos tapasztalatokat, mely szerint egyes hardver elemek szoftveresen helyettesíthetőek a PRIMO fejlesztésénél is felhasználták.